# 普雷里 (密西西比州)
普雷里，又名普雷里斯泰申（Prairie Station），是位於美國密西西比州門羅縣的非建制地區。

## 歷史
普雷里的郵局自1860年營運至今。當地於1900年時有人口122人。

## 地理
普雷里所處的海拔為高於海平面90米（即295英呎），而該地所採用的時區為UTC-6，即北美中部時區（CST）。同時該地設有夏令時間，為UTC-6調快一小時，即UTC-5（CDT）。